# Operation Reindeer
Die Operation Reindeer war eine militärische Aktion der südafrikanischen Armee (SADF), in deren Verlauf es zum Angriff auf Cassinga kam. Die Operation Reindeer fand vom 4. Mai bis 10. Mai 1978 statt und war die zweite große militärische Aktion der südafrikanischen Armee auf angolanischem Boden, die nach der Unabhängigkeit Angolas am 11. November 1975 stattfand. Bereits 1975/76 fand die Operation Savannah statt.

## Allgemein
Ziel der Militäroperation war die Zerstörung der SWAPO-Stützpunkte bei Cassinga, Chetequera und Dombondola, von wo aus Guerilla-Aktionen gegen die südafrikanische Fremdverwaltung in South West Africa/Namibia koordiniert und ausgeführt wurden. Dafür wurden durch die südafrikanischen Streitkräfte Bodentruppen, Hubschrauber und Flugzeuge eingesetzt.
Oberbefehlshaber der Operation Reindeer war Generalmajor Ian Gleeson (101 Task Force). Weitere Operationsführer und Planungsverantwortliche waren Oberst 'Blackie' de Swardt (SAAF) und Oberst 'Giep' Booysen (South African Medical Services). Für den Bodeneinsatz waren Oberst Jan Breytenbach (32 Battalion), und Commandant Deon Ferreira verantwortlich. Für den Einsatz in Chetequera war es Major Frank Bestbier.
Die eingesetzten Luftstreitkräfte unterstanden Brigadegeneral M.J. du Plessis.

## Verlauf
Die militärische Aktion begann 8 Uhr mit dem Anflug von vier Canberra-Bombern, die über dem Lager 300 Bomben mit Streumunition abwarfen. Etwa eine Minute nach diesem Einsatz folgten vier Buccaneer S. 50 und klinkten sieben 400-Kilogramm-Splitterbomben über dem Zielgebiet aus. Um 8.04 Uhr setzte man 370 Fallschirmjäger über dem SWAPO-Lager ab, von denen viele wegen der gerade herrschenden Windsituation abgetrieben wurden. Es dauerte etwa eine Stunde, um diese Gruppe am Boden einsatzbereit zu versammeln. Zwischenzeitlich konnten viele der Überlebenden aus dem Lager fliehen.
Ab 10.30 Uhr sandten südafrikanische Nachrichtensoldaten vom Einsatzgebiet die ersten Lageeinschätzungen mit der Nachricht über große Opferzahlen und erheblicher Waffenfunde. Gegen 12.00 Uhr begannen die ersten Rücktransporte südafrikanischer Truppen mittels Helikoptern. Zu dieser Zeit befand sich ein Puma-Hubschrauber mit dem damaligen Armeechef Constand Viljoen an Bord in der Nähe des Angriffszieles.
13.45 Uhr setzten sich vom angolanischen Militärposten bei Techumutete zwischen 20 und 30 bewaffnete Fahrzeuge mit kubanischen Soldaten in Richtung Cassinga in Bewegung. Dieser Konvoi wurde von der südafrikanischen Luftwaffe bekämpft und weitgehend zerstört. Nach kubanischen Angaben starben dabei 150 Soldaten.
Am Abend des 4. Mai 1978 hatten sich, bis auf 5 vermisste Soldaten, die südafrikanischen Truppen vom Angriffsplatz wieder zurückgezogen. In Sorge um kritische Reaktionen auf diese Militäroperation ließ die SADF-Führung 19.30 Uhr beim Operationskommando nachfragen, ob Frauen oder Kinder getötet wurden. Erst 20.50 Uhr fragte man nach möglichen kubanischen Gefangenen. Auf die erste Nachfrage setzte das SWA Tactical Headquarters eine verschlüsselte Information in der Nacht ab, wonach sich viele Frauen und Kinder bei Ziel Alpha befunden hatten und dass eine große Zahl von ihnen getötet worden waren. Unter den getöteten Frauen befanden sich viele in Uniformkleidung und waren in den Schützengräben gestorben. In einer weiteren Nachricht wurde über die geschätzte Zahl von 500 toten Personen berichtet.
Nach Angaben der angolanischen Regierung betrug die offizielle Zahl der Todesopfer 159 Männer, von denen nur zwölf Soldaten gewesen sein sollen, 167 Frauen und 298 Jugendliche und Kinder, also insgesamt 624 Personen. Sie wurden in zwei Massengräbern beerdigt. Ausländische Journalisten sahen vor Grabschließung die Leichen und bestätigten die große Zahl an getöteten Frauen und Jugendlichen. Es konnte jedoch nicht ausgeschlossen werden, dass sie sich alle als Zivilisten im SWAPO-Lager aufgehalten hatten.

## Zusammensetzung der eingesetzten Streitkräfte
Bodentruppen:
- 2 Infanteriebataillone
- 1 Fallschirmjägerbataillon

Flugzeuge:
- 4 C-130 Hercules (Transportflugzeuge)
- 5 C-160 Transall (Transportflugzeuge)
- 4 English Electric Canberra (Bomber mit jeweils 300 Alpha-Anti-Personen-Bomben)
- 6 Blackburn B-103 Buccaneers (Bomber: In fünf Fällen mit jeweils 8 Bomben und in einem Fall mit 72 Raketen (68 mm))
- 4 Mirage III (Kampfflugzeuge mit Sidewinder-Luft-Luft-Raketen und 30-mm-Kanonen)
- 1 Cessna 185 (Aufklärungsflugzeug)
- 1 DC-4 (Aufklärungsflugzeug)

Hubschrauber:
- 13 Aérospatiale SA 330
- 7 Aérospatiale SA 321